# 周藤直樹
周藤 直樹（すとう なおき、1984年6月21日 - ）は、地方競馬の福山競馬場所属の元騎手である。地方競馬教養センター騎手課程第75期生。

## 来歴
2002年3月31日付けで地方競馬騎手免許を取得。同年4月13日第1回福山競馬1日目第11競走花霞特別（アラブ系A2一般）ヤマノダイオーで初騎乗（9頭立て5番人気5着）。同年4月28日第1回福山競馬5日目第1競走アラブ系C2条件戦をヤマノワールドで優勝（9頭立て6番人気）し、初勝利。
2004年3月22日第18回全日本新人王争覇戦出場（12人中10位）。
2005年6月12日第4回福山競馬3日目第10競走第32回福山ダービーをチュウオーバロンで優勝（10頭立て10番人気）し、重賞初制覇。同馬の主戦騎手であった嬉勝則がピアドロイに騎乗したため代打騎乗での勝利であった。同年地方競馬通算100勝達成。
2007年3月17日福山競馬場で実施されたセカンドジェネレーション騎手招待競走で総合優勝。
2008年3月2日第19回福山競馬2日目第7競走3歳2組条件戦をウィナーズディアで優勝（8頭立て2番人気）し、地方競馬通算200勝達成。
2013年3月、福山競馬場の廃止に伴い引退。
地方通算成績は4682戦410勝・2着409回・3着418回・勝率8.8%・連対率17.5%だった。
引退後は大井競馬場の佐野謙二厩舎で厩務員に転身し、2019年4月からは佐野謙二厩舎の調教師補佐になる。

## 主な騎乗馬
- チュウオーバロン（2005年福山ダービー）
- ウィナーズディア（2008年キングカップ）
- ヒメキミ（2009年福山3歳牝馬特別）
- フレアリングマリー（2011年福山チャンピオンシップ）
- キャニオンサクセス（2012年紅葉賞）